# Cremastocheilus cribripennis
Cremastocheilus cribripennis är en skalbaggsart som beskrevs av Thomas Casey 1915. Cremastocheilus cribripennis ingår i släktet Cremastocheilus och familjen Cetoniidae. Inga underarter finns listade i Catalogue of Life.